# イケニエノヨル
『イケニエノヨル』は、マーベラスエンターテイメントより2011年3月24日に発売されたWii用呪いのゲーム。

## 概要
Wiiリモコンを懐中電灯に見立て、その明かりで廃墟を探索するホラーゲーム。
ストーリーは登場人物となる抽象的な5人のそれぞれ個別に分かれており、各エピソードを選択しつつ順序だって攻略する。

## あらすじ
憑夜見（）渓谷。そこは、神に生け贄を捧げていたという伝承が残る地。とある大学の仲間5人が、この渓谷に建つ館に集まることになっていた。楽しい想い出になるはずの小旅行。しかし、運命は過酷だった。恐る恐る忍び寄る恐怖。静かに惨劇の幕が上がり、5人は確実に死に近づいていく…

## 舞台
憑夜見渓谷（）
屋敷内、屋敷周辺を、各ストーリー"ブルー"、"イエロー"、"ブラック"の3人を操作して探索する。
なお、ほかの4人より遅れて到着した"イエロー"は、駅から憑夜見渓谷の"ブラック"の父親が所有する屋敷までの道程もステージ進行の舞台となる。

## 登場人物
あなた
5人を襲った惨劇から24時間後に、憑夜見渓谷に訪れた人物。いわゆるプレーヤーである。

### 5人の大学生（名前の変更可能）
レッド
やや乱暴な性格だが、寂しがり屋でもある5人のリーダー（男子）。
行動力はピカイチ。肝だめしをしようと言い出した張本人だが、真っ先に事件に巻き込まれ、イケニエと化してしまう。
ピンク
はきはきと意見を言う、いまどきの女子。わがまま。レッドと付き合っている。レッドを襲った悲劇から、徐々に錯乱していく。
イエロー
育ちがよいが、ときどき天然ぶりを発揮する女子。意外と気が強い。今回は旅行に合流するのが遅れたため、事件に巻き込まれずにすんだかに思えたが……。
ブルー
心優しく正義感が強いが、気弱な男子。イエローのことが好きで、この旅行に誘った。
ブラック
「憑夜見渓谷」にある父親の屋敷に仲間を招待した男。いつも冷静で頼れるタイプ。この渓谷に伝わる生贄伝承について独自に調査を進めている。

### その他
少女
ツクヨミの妹らしき人物。一部味方とも言え敵とも言える。謎が多く実体もない。このゲームのキーパーソン。
ツクヨミ
死人のような雰囲気を持つ女性。少女からは「お姉ちゃん」と呼ばれている。彼女も謎が多く実体がない。
イケニエ
プレーヤーに襲い掛かってくる実体のないキャラ。男性・女性・老人など多彩。瞬間移動ができる。老人のイケニエはライトを付けると高速で同じ場所を巡回する。男性のイケニエの中には頭陀袋を被ったイケニエがおり、老人のイケニエほどではないが素早い動きで移動する。

## ストーリー
ゲーム開始後、プレイできるのは「ソノゴ...」の第1話から、"あなた"を操作する。
第1話をクリアすると第2話が解放され、第2話をクリアすると第3話が解放されていく。ソノゴ...の第5話までをクリアすると、第6話は未開放のまま、操作することになる"ブルー""イエロー""ブラック"のモノガタリの第１話がそれぞれ解放される。